# Pseudalus affinis
Pseudalus affinis là một loài bướm đêm thuộc phân họ Arctiinae, họ Erebidae.